# Gravedad artificial

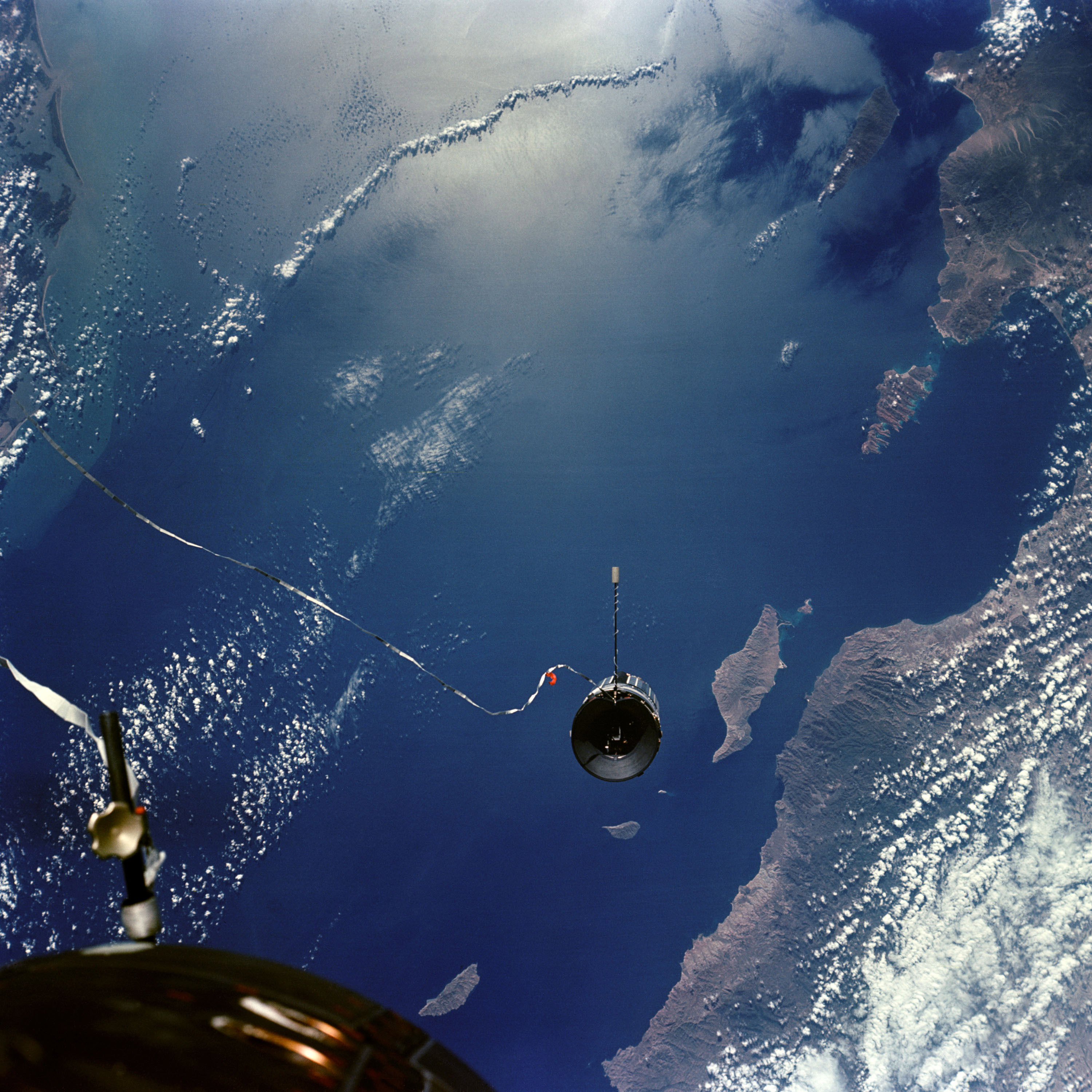
Misión espacial Gemini 11

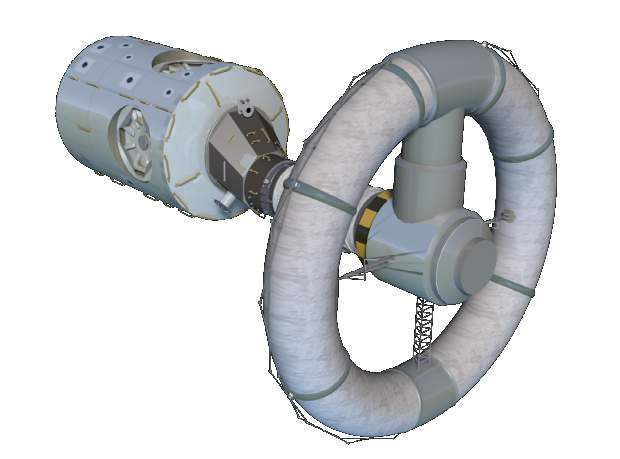
Propuesta de vehículo espacial Nautilus-X

La gravedad artificial es la alteración de la gravedad natural (fuerza G) de forma artificial, principalmente en el espacio, pero también en la Tierra. Esto puede lograrse en la práctica usando diferentes fuerzas, principalmente la fuerza centrífuga y la aceleración lineal.
Se trata de una tecnología imprescindible para la permanencia humana en el espacio, a través de estaciones espaciales o hábitats espaciales. Actualmente, la astrofísica y la ingeniería aeroespacial investigan y desarrollan nuevos métodos para la generación y manipulación de estos campos gravitacionales.
A lo largo de la historia se han propuesto numerosos métodos para generar gravedad artificial, igual que ha ocurrido también en el campo de la ciencia ficción donde, en ambos casos, se han intentado usar tanto fuerzas reales como fuerzas ficticias. Sin embargo, en la práctica, las aplicaciones en el espacio exterior de gravedad artificial para uso humano todavía no se han llegado a realizar, principalmente debido al hecho de que se requiere de naves espaciales de grandes dimensiones que pudiesen permitir la rotación suficiente para proporcionar la aceleración centrípeta necesaria.

## Necesidad de gravedad
Sin fuerza G se produce el denominado síndrome de adaptación espacial, tanto en humanos como en animales, que produce que a los pocos días de permanecer sin gravedad la densidad de los huesos comience a decrecer, pudiendo ser este descenso de forma permanente. Sin embargo, no se sabe la cantidad mínima de fuerza G necesaria para evitar esta pérdida ósea, ya que casi todas la pruebas se han realizado o a gravedad g=1 (en la superficie de la Tierra) o a gravedad g=0 (en órbita), y no hay suficiente experiencia sobre la Luna para determinar si esta afecta o no a la pérdida ósea.

## Métodos de generación de gravedad artificial
La gravedad puede ser simulada de numerosas formas:

### Rotación

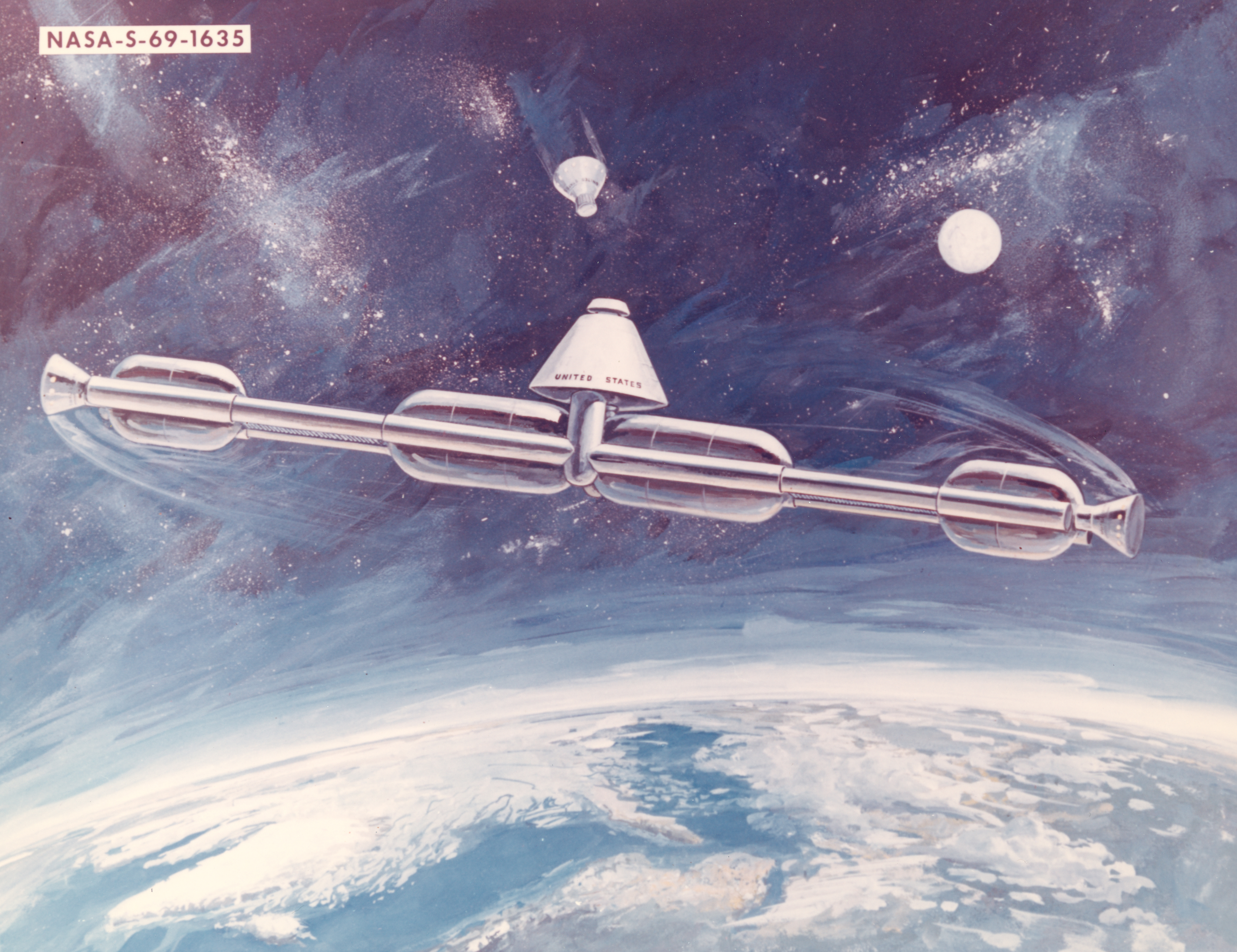
Estación espacial de gravedad artificial. Concepto de la NASA. 1969

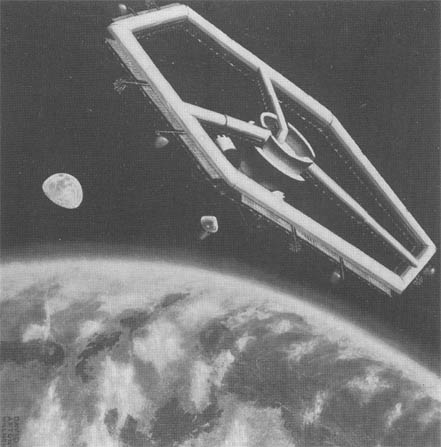
Estación espacial inflable en rotación. Concepto de la NASA, 1962.

Una nave en rotación producirá la sensación de gravedad dentro de su casco. La rotación desplaza cualquier objeto del interior de la nave hacia sus paredes, dando la apariencia de un empuje gravitacional dirigido hacia el exterior. El "empuje", a menudo conocido como fuerza centrífuga es en realidad una manifestación de los objetos dentro de la nave intentando viajar en línea recta debido a la inercia. Las paredes de la nave proporcionan la fuerza centrípeta requerida para que los objetos viajen en un círculo (si continuasen en línea recta abandonarían los confines de la nave). Así, la gravedad sentida por los objetos es una simple reacción de fuerza del objeto sobre las paredes reaccionando con la fuerza centrípeta de la pared sobre el objeto, de acuerdo con la tercera ley de Newton.
Desde el punto de vista de la gente que rota en el hábitat, la gravedad artificial por rotación se comporta en algunos aspectos de la misma forma que la gravedad normal pero tiene los siguientes efectos:
- Fuerza centrífuga: Al contrario que la gravedad real, la cual empuja hacia un centro, esta pseudo-fuerza en rotación proporciona una 'gravedad' rotacional que empuja fuera del eje de rotación. Los niveles de gravedad artificial varían proporcionalmente con la distancia desde el centro de rotación. Con un radio de rotación pequeño, la cantidad de gravedad sentida sobre la cabeza sería significativamente diferente de la cantidad sentida en los pies. Esto podría generar movimiento y cambios incómodos en la posición del cuerpo. De acuerdo con la física involucrada, las rotaciones más lentas o con un radio de rotación más grande reducirían o eliminarían este problema, por la tercera ley de Newton.
- El efecto Coriolis da una fuerza aparente que actúa sobre los objetos que se mueven con relación a un marco de referencia de rotación. Esta fuerza aparente actúa en ángulo recto con el movimiento y el eje de rotación y tiende a curvar el movimiento en el sentido opuesto al giro del hábitat. Si un astronauta dentro de un ambiente de gravedad artificial que gira se mueve hacia o desde el eje de rotación, sentirá una fuerza de empuje hacia o lejos de la dirección de giro. Estas fuerzas actúan sobre el oído interno y puede causar mareos, náuseas y desorientación. Alargar el periodo de rotación (velocidad de rotación más lenta) reduce la fuerza de Coriolis y sus efectos. En general, se cree que en 2 rpm o menos, no hay efectos adversos derivados de las fuerzas de Coriolis; a tasas más altas, algunas personas pueden acostumbrarse a ella y otros no; pero a tasas superiores a 7 rpm pocas personas puede acostumbrarse.[2] Aún no se sabe si las largas exposiciones a altos niveles de fuerzas de Coriolis incrementan la predisposición a su adaptación. Los efectos de inducción de náuseas por el efecto Coriolis también pueden mitigarse limitando el movimiento de la cabeza.

Esta forma de gravedad artificial da otros problemas:
- La energía cinética: El giro de la totalidad o parte del hábitat requiere energía. Esto requeriría un sistema de propulsión y el combustible de algún tipo para girar hacia arriba (o girar hacia abajo) o un motor y el contrapeso de algún tipo (posiblemente en la forma de otra sala habitable) para girar en la dirección opuesta.
- Se necesita fuerza adicional en la estructura para evitar que se separen debido a la rotación. Sin embargo, la cantidad de estructura necesaria para mantener una atmósfera respirable (fuerza de 10 toneladas por metro cuadrado a 1 atmósfera) es relativamente modesta para la mayoría de las estructuras.
- Si partes de la estructura no giran de manera intencionada, la fricción y torsiones similares harán que los ratios de giro converjan (además de causar que otras partes opuestas estacionarias giren), requiriendo motores y potencia para compensar las pérdidas por fricción.
- Las partes de la estación que giran las unas con otras requieren de un sello axial estanco al vacío.

| Cálculos |
| --- |
| {\displaystyle g={\frac {R\times ({\frac {\pi \times \mathrm {rpm} }{30}})^{2}}{9.81}}} o {\displaystyle R={\frac {9.81g}{({\frac {\pi \times \mathrm {rpm} }{30}})^{2}}}} Donde: g = Fracción decimal de la gravedad de la tierra R = Radio, desde el centro de rotación, en metros {\displaystyle \pi \approx } 3.14159 rpm = revoluciones por minuto |

Velocidad de rotación en rpm para una centrifugadora de varios radios para lograr una fuerza G.

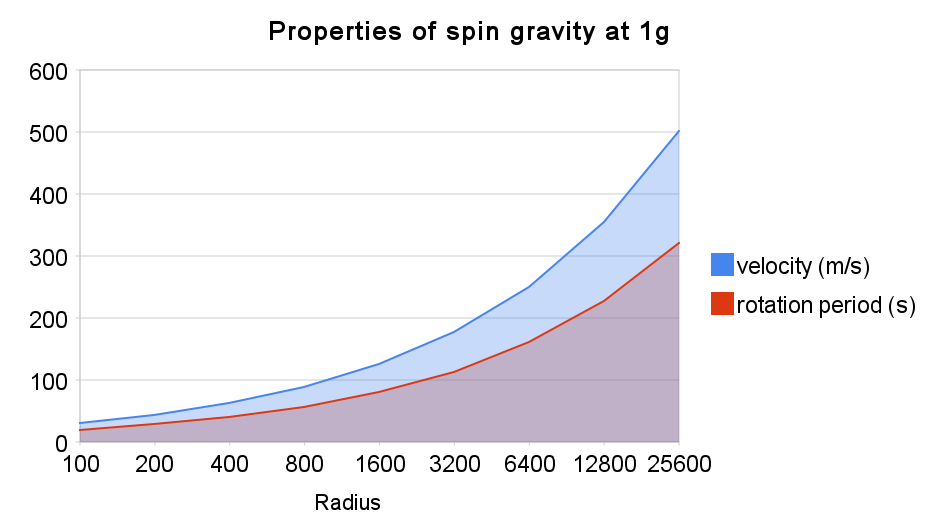
El tamaño, velocidad y periodo de diferentes radios de la estación espacial.

Los retos de ingeniería para crear una nave en rotación son comparativamente modestos a cualquier otra propuesta. Los diseños de una hipotética nave con gravedad artificial tienen un gran número de variantes con sus problemas intrínsecos y ventajas. Para reducir la fuerza de Coriolis a niveles habitables, se necesitaría un ratio de giro de 2 rpm o menos. Para producir 1g, el radio de rotación tendría que ser de 224 m o más, lo que conllevaría una nave muy grande. Para reducir su masa, el soporte a lo largo del diámetro podría consistir en nada más que un cable que conecte dos secciones de la nave. Posiblemente un módulo de habitabilidad y un contrapeso formado por otras partes de la nave. Aún no se sabe si la exposición a una alta gravedad por cortos periodos de tiempo es tan beneficioso para la salud como la exposición a la gravedad normal. Tampoco se conoce la efectividad de los niveles bajos de gravedad para hacer frente a los efectos adversos sobre la salud y la pérdida de peso. La gravedad artificial a 0.1g requeriría un radio de solo 22 m. Con un radio de 10 m, se necesitarían 10 rpm para producir la gravedad de la Tierra (la gravedad sería un 11% mayor en los pies), o 14 rpm para producir 2g. Si una pequeña exposición a la alta gravedad puede invertir los efectos sobre la salud y pérdida de peso, se podría utilizar un pequeño centrifugador como área de ejercicio.

### Aceleración lineal
La aceleración lineal, incluso a un bajo nivel puede proporcionar suficiente fuerza G para resultar beneficiosa. Cualquier nave podría acelerar constantemente en línea recta, forzando a los objetos en el interior de la nave en la dirección opuesta a la dirección de la aceleración.
La mayoría de los cohetes de reacción química ya aceleran a suficiente ratio para producir varias veces la fuerza G de la Tierra pero solo pueden mantener estas aceleraciones durante varios minutos, debido a su limitado abastecimiento de combustible.
Un sistema de propulsión con un impulso específico muy alto (esto es, buena eficiencia en el uso de la reacción en masa que debe utilizarse para la propulsión en el viaje) podría acelerar lentamente, produciendo niveles útiles de gravedad artificial durante largos periodos de tiempo. 
Dos ejemplos de esta larga duración, relación empuje a peso, propulsión de alto impulso que se han usado en la práctica en una nave o está planificado utilizar son el Propulsor a efecto Hall y el Motor de Magnetoplasma de Impulso Específico Variable (VASIMR). Ambos proporcionan un impulso específico muy alto pero con relativamente poca relación empuje a peso, comparado con los más típicos cohetes de reacción química. Por ello, son ideales para su uso de larga duración y proporcionarían cantidades limitadas de niveles mili-g de gravedad artificial en la nave. 
Se ha propuesto aceleración lineal de bajo impulso pero de largo plazo para varias misiones interplanetarias. Por ejemplo, podría transportarse a Marte incluso una pesada carga útil (100 toneladas) en 27 meses y retener aproximadamente el 55 por ciento de la masa del vehículo LEO a su llegada a la órbita de Marte, proporcionando un gradiente de baja gravedad de la nave durante la totalidad viaje.
La aceleración lineal constante podría proporcionar, en teoría, tiempos de vuelo relativamente cortos en el sistema solar. Si estuviera disponible una técnica de propulsión que soportara una aceleración continua de 1g, una nave acelerando (y después desacelerando durante la segunda mitad del viaje) a 1g alcanzaría Marte en unos pocos días.
En una serie de películas de ciencia ficción, la aceleración se utiliza para producir la gravedad artificial de la nave interestelar, impulsada por medios aún teóricos o hipotéticos.
Este efecto de aceleración lineal se entiende muy bien, y se usa de forma rutinaria para el control de fluidos criogénicos en gravedad cero para posteriores lanzamientos en misiones espaciales de cohetes de etapas superiores.

### Magnetismo

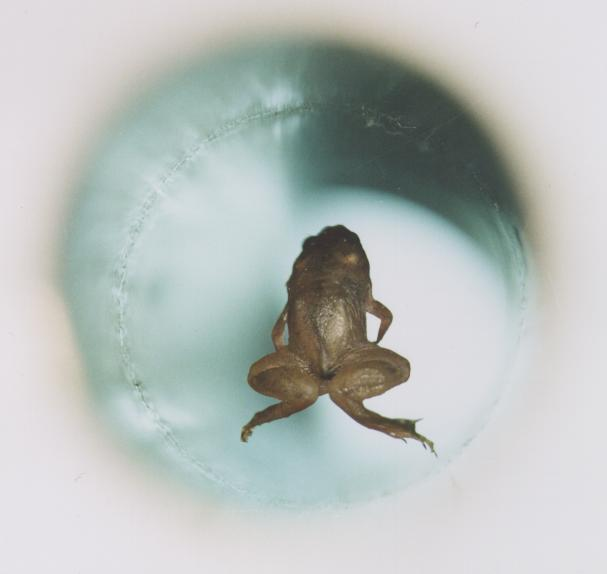
Una rana viva levita en un solenoide Bitter en un campo magnético de unos 16 teslas

A través del diamagnetismo, se ha creado un efecto similar a la gravedad. Requiere imanes con campos magnéticos extremadamente poderosos. Tales dispositivos se han creado para que puedan levitar al menos un pequeño ratón y por ello se ha producido un campo de 1g para cancelar la gravedad de la Tierra. Los imanes con suficiente potencia necesitan técnicas caras de criogenia para mantenerlos superconductivos, o requieren muchos mega-vatios de energía.
Con unos campos magnéticos de tan extremada fuerza, no está claro que sea seguro para usarlo con humanos. Además, involucraría la restricción de utilizar cualquier material ferromagnético o paramagnético cerca del fuerte campo magnético requerido para que el diamagnetismo sea evidente.
Las instalaciones que usan diamagnetismo pueden ser útiles para laboratorios que simulan condiciones de baja gravedad en la Tierra. El ratón levitó contra la gravedad de la Tierra, creando una condición similar a la microgravedad. También se pueden generar fuerzas más bajas para simular una condición similar a la luna o a la gravedad de Marte con pequeños organismos modelo.

### Generador hipotético de gravedad / gravitomagnetismo
En ciencia ficción, la gravedad artificial (o la cancelación de gravedad) o "paragravedad" se presenta a veces en una nave que ni rota ni acelera. En la actualidad, no hay ninguna técnica confirmada que pueda simular gravedad, salvo por la masa y la aceleración. Eugene Podkletnov, un ingeniero ruso, anunció a principios de la década de 1990 haber creado una máquina que consistía en un superconductor giratorio que produce un potente campo gravitomagnético, pero no ha habido ninguna verificación ni resultados negativos de terceras partes. En 2006, un grupo de investigación fundado por ESA anunció haber creado un dispositivo similar que demostraba resultados positivos para la producción de gravitomagnetismo, aunque producía sólo 100 millonésimas de 1g. La teoría de cuerdas predice que la gravedad y el electromagnetismo se unen en dimensiones ocultas y que fotones extremadamente cortos pueden entrar en esas dimensiones.

## Entrenamiento en entornos de alta o baja gravedad

### Centrifugador
El entrenamiento High-G lo realizan aviadores y astronautas sujetos a altos niveles de aceleración ('G') en centrifugadoras de largo radio. Está diseñado para prevenir la pérdida de consciencia inducida por la fuerza G (abreviado G-LOC), una situación en la que la fuerza G mueve la sangre desde el cerebro hasta un punto en el que la consciencia se pierde. Los incidentes derivados de la pérdida de consciencia inducida por aceleración causan accidentes mortales en aviones capaces de sostener fuerzas G altas durante periodos de tiempo considerables.

### Vuelo parabólico
Weightless Wonder es el nombre del avión de la NASA que vuela en trayectorias parabólicas y proporciona brevemente un ambiente de ausencia de peso en el que se entrenan astronautas, investigación de conductas y películas de cine. La trayectoria parabólica crea una aceleración lineal vertical que se ajusta a la gravedad, resultando en 0g durante un corto espacio de tiempo, normalmente 20-30 segundos, seguido de aproximadamente 1.8g durante un tiempo similar. El nombre de Vomit Comet también se usa para referirse a la dolencia relacionada con el movimiento que, a menudo, experimentan los pasajeros del avión durante estas trayectorias parabólicas. Estas aeronaves de gravedad reducida están controladas por varias organizaciones en todo el mundo.

### Flotabilidad neutra

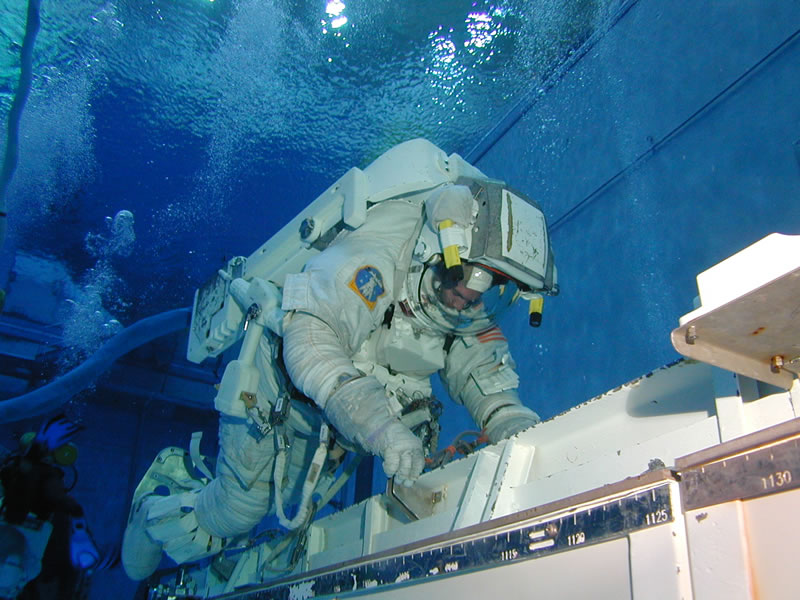
Un astronauta entrenándose en NBL.

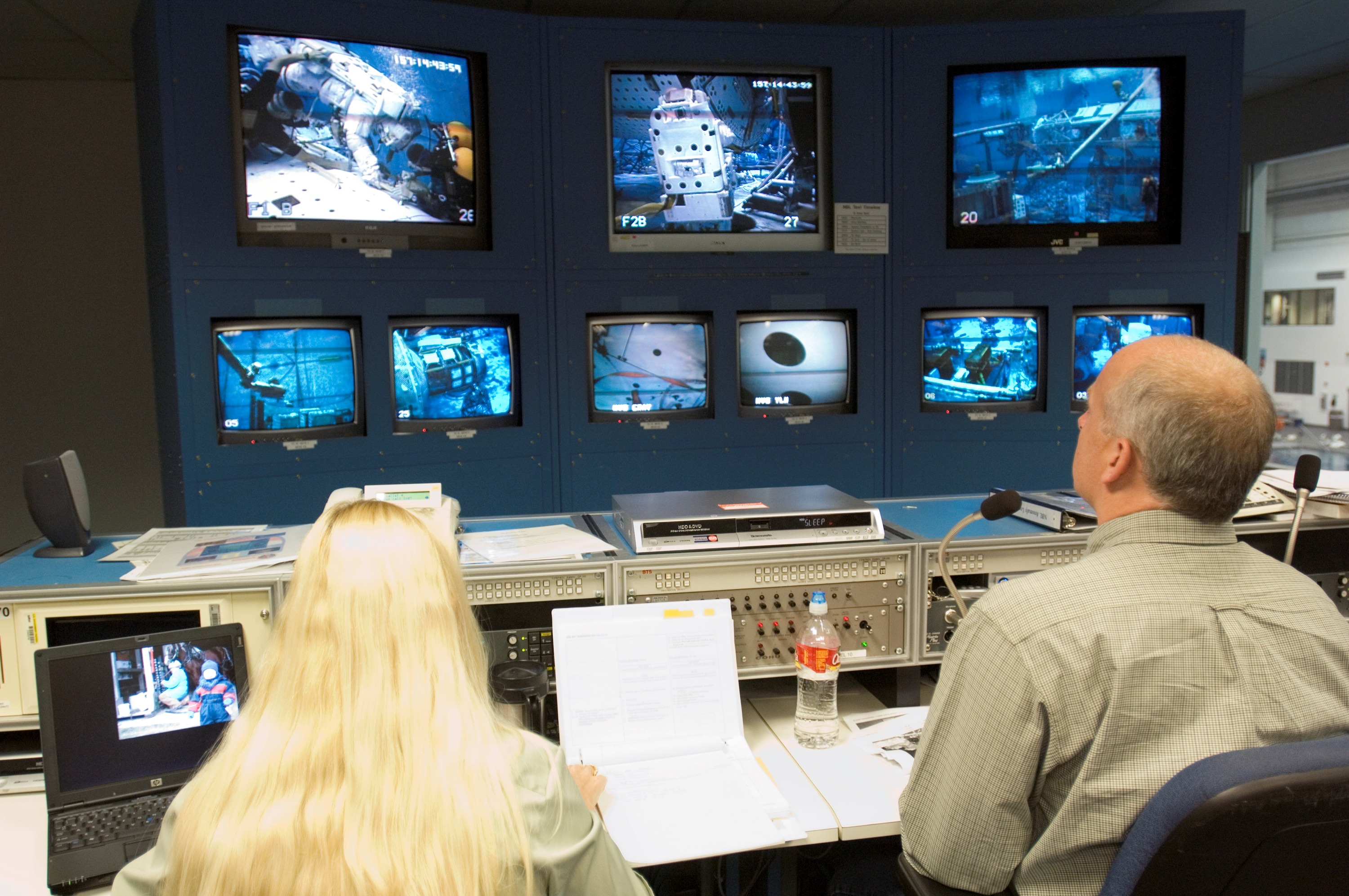
Área de control de simulación.

Un Laboratorio de Flotabilidad Neutra (NBL) es una instalación de entrenamiento para astronautas, como la Instalación de Entrenamiento Sonny Carter en el Centro Espacial Johnson de la NASA en Houston, Texas. NBL es una piscina interior de agua de grandes dimensiones, la más grande del mundo, en la que los astronautas pueden realizar simulaciones de tareas para prepararse para misiones espaciales. NBL contiene maquetas en tamaño real del transbordador espacial y de la Estación Espacial Internacional (ISS).
El principio de la flotabilidad neutra se utiliza para simular la ingravidez del espacio. Los astronautas descienden al fondo de la piscina utilizando un puente-grúa y su peso se ajusta para que no puedan experimentar ninguna fuerza de flotabilidad ni momento de fuerza sobre su centro de masa.
El tanque de NBL tiene 61,56 m de largo, 31,08 m de ancho y 12 m de profundidad. Contiene 23,5 millones de litros de agua. Los buzos respiran nitrox mientras trabajan en el tanque.
La flotabilidad neutra en una piscina no carece de ingravidez. El balanceo de los órganos en el oído interno todavía percibe la dirección arriba-abajo de la gravedad. También, hay una cantidad significativa de arrastre en el agua. Generalmente, los efectos de arrastre se minimizan realizando las tareas lentamente en el agua. Otra diferencia entre la simulación de flotabilidad neutra en una piscina y una actividad extravehicular real durante el vuelo espacial es que la temperatura de la piscina y las condiciones de iluminación se mantienen constantes.

## Misiones espaciales
La misión Gemini 11 intentó producir gravedad artificial rotando la cápsula alrededor del Agena Target Vehicle, el cual está unido a una sujeción de 36 metros de largo. Pudieron generar una pequeña cantidad de gravedad artificial, sobre 0,00015 g, encendiendo sus propulsores laterales para rotar lentamente el par de boleadores. La fuerza resultante era demasiado pequeña para ser sentida por ningún astronauta pero se observaron objetos moviéndose en el "suelo" de la cápsula.

## Propuestas

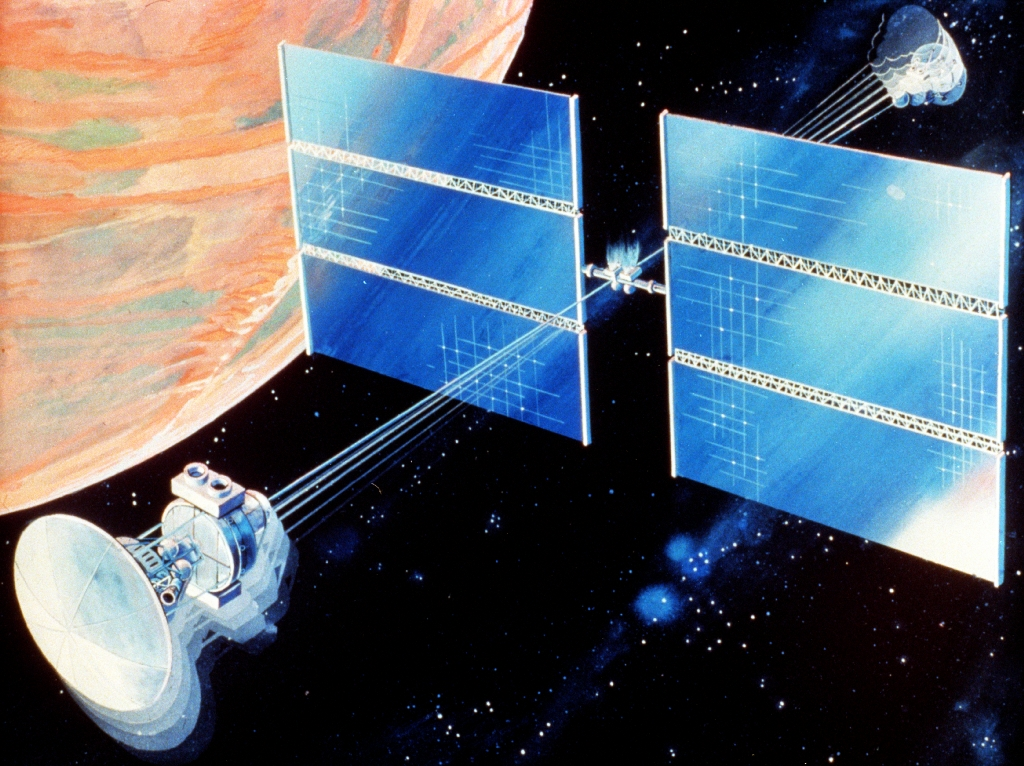
Nave de Marte en rotación. Concepto de la NASA, 1989.

Ha habido cierto número de propuestas que han incorporado la gravedad artificial en sus diseños.
- Discovery II: Era una propuesta de 2005 sobre un vehículo capaz de llegar a la órbita de Júpiter en sólo 118 días. Incorporaría una centrifugadora donde la tripulación podría residir.[21]

- Multi-Mission Space Exploration Vehicle (MMSEV): Propuesta de la NASA en 2011 para transporte de tripulación, de larga duración. Incluye gravedad artificial mediante rotación, pensado para promover la salud de una tripulación de hasta 6 personas en misiones de hasta dos años de duración.  La gravedad de la centrifugadora proveería 0,11 a 0,69g si se construye con un diámetro de 12,19 metros.[22][23]

- ISS Centrifuge Demo:  También propuesto en 2011 como una demostración de preparación del diseño final de una centrifugadora más grande para la Multi-Mission Space Exploration Vehicle.  La estructura tendría un diámetro exterior de 9,14 metros. Proporcionaría una gravedad parcial de entre 0,08 y 0,51g. Tendría la capacidad de ser un módulo de sueño para la tripulación del ISS.[22]

- Mars Direct: Un plan para una misión tripulada a Marte, creado por los ingenieros de la NASA Robert Zubrin y David Baker en 1990, y más tarde ampliado en el libro de Zubrin de 1996, Alegato a Marte. La "Unidad de habitabilidad de Marte" llevaría a los astronautas a Marte para unirse al previamente enviado "Vehículo de Retorno a la Tierra". Tendría gravedad artificial generada durante el vuelo al girar sobre un eje común.[cita requerida]

- Gen1 Enterprise: Un ingeniero experimentado creó una página web en la que explicaba con detalle cómo, con la tecnología actual, se podría construir la primera generación de una nave Enterprise con capacidad para transportar a 1000 personas en el sistema solar en una cantidad de tiempo razonable. El diseño conceptual se completa con una rueda de gravedad centrífuga que proporcionaría zonas de habitabilidad confortables para la tripulación.[24][25][26][27][28][29][30][31]

- La misión propuesta, Tempo3 rota dos mitades de una nave conectadas por un cable para probar si la simulación de gravedad en una misión tripulada a Marte es factible.

- El Biosatélite de Gravedad Marciana fue una misión propuesta para estudiar el efecto de la gravedad artificial en los mamíferos. Se produciría un campo de gravedad artificial de 0,38g (la gravedad de Marte) por rotación (32 rpm, radio de 30 cm). Quince ratones orbitarían la Tierra (en órbita baja) durante cinco semanas y después aterrizarían con vida. Sin embargo, el programa se canceló el 24 de junio de 2009 debido a la falta de financiación y por cuestiones de prioridad en la NASA.